# Янчук, Александр Спиридонович
Алекса́ндр Спиридо́нович Янчу́к, более известный как Оле́сь Янчу́к (укр. Олександр Спиридонович Янчук; род. 29 сентября 1956, Фастов, УССР, СССР)  — украинский кинорежиссёр, продюсер, актёр и сценарист. Народный артист Украины (2008).Также награждён орденом За заслуги III степени (2021).
С 1 сентября 2014 года — директор Национальной киностудии им. А. Довженко.
Его творчество практически полностью посвящено истории XX века, которую режиссёр излагает с точки зрения украинских националистов. Глава Национального союза кинематографистов Украины (НСКУ).

## Биография
С 1964 по 1974 годы учился в школе № 9 города Фастов, затем — в Киевском фотоучилище.
В 1976 году поступил в Киевский национальный университет им. Тараса Шевченко на факультет журналистики (ныне Институт журналистики).
В 1979 году был зачислен в творческую мастерскую Юрия Лысенко и Аркадия Народицкого на кинорежиссёрский факультет Киевского театрального института им. Капенко-Карого.
В 1984 году защитил диплом картиной «Случай в ресторане» по рассказу Василия Шукшина.
С 1984 по 1989 годы работал ассистентом режиссёра на Киевской киностудии художественных фильмов имени Александра Довженко.
В 1989 году короткометражным фильмом «В далёкий путь» дебютировал как режиссёр-постановщик.
11 сентября 1998 года удостоен звания Заслуженного деятеля искусств Украины, а 10 сентября 2008 — Народный артист Украины.
В 2004 году стал лауреатом награды фестиваля «Бригантина» за лучшую режиссёрскую работу и специального приза «Бригантины» «За сохранение национальных традиций» (фильм «Железная сотня» про бойцов УПА).
С 1 апреля 2014 года — директор киностудии им. Александра Довженко.
28 августа 2017 года на XIV внеочередном съезде Национального союза кинематографистов Украины (НСКУ) Олесь Янчук был избран председателем союза.

## Фильмография

### Режиссёр

#### Короткометражные фильмы
1. 1984 — Случай в ресторане
2. 1989 — В далёкий путь

#### Полнометражные фильмы
1. 1991 — Голод-33
2. 1995 — Атентат: Осеннее убийство в Мюнхене (об убийстве Степана Бандеры)
3. 2000 — Непокорённый (байопик про Романа Шухевича)
4. 2004 — Железная сотня
5. 2008 — Владыка Андрей (биография Андрея Шептицкого)
6. 2018 — Тайный дневник Симона Петлюры

### Продюсер
1. 1995 — Атентат: Осеннее убийство в Мюнхене
2. 2000 — Непокорённый
3. 2017 — Сказка про деньги

### Сценарист
1. 1995 — Атентат: Осеннее убийство в Мюнхене
2. 2008 — Владыка Андрей

### Актёр
1. 2004 — Железная сотня — старшина
2. 2008 — Владыка Андрей — маршал Пилсудский